# Fisklöstjärnen (Dorotea socken, Lappland, i Stenbithöjdens naturreservat)
Fisklöstjärnen är en sjö i Dorotea kommun i Lappland och ingår i Ångermanälvens huvudavrinningsområde. Sjön har en area på 0,0565 kvadratkilometer och ligger 503,3 meter över havet. Fisklöstjärn ligger i Stenbithöjden Natura 2000-område.

## Delavrinningsområde
Fisklöstjärnen ingår i det delavrinningsområde (710232-155371) som SMHI kallar för Inloppet i Tjusjön. Medelhöjden är 493 meter över havet och ytan är 4,1 kvadratkilometer. Räknas de 4 avrinningsområdena uppströms in blir den ackumulerade arean 11 kvadratkilometer. Kultran som avvattnar avrinningsområdet har biflödesordning 2, vilket innebär att vattnet flödar genom totalt 2 vattendrag innan det når havet efter 177 kilometer. Avrinningsområdet består mestadels av skog (95 procent). Avrinningsområdet har 0,06 kvadratkilometer vattenytor vilket ger det en sjöprocent på 1,4 procent.